# Pasites rufipes
Pasites rufipes är en biart som först beskrevs av Heinrich Friese 1915.  Pasites rufipes ingår i släktet Pasites och familjen långtungebin. Inga underarter finns listade i Catalogue of Life.